# Эмбиент-поп
Эмбиент-поп (англ. ambient — «окружающий») — это музыкальный жанр, который развился в 1980-х как продолжение жанра дрим-поп. Он объединяет структуры, общие для традиционной поп-музыки, с «электронными текстурами и атмосферой, которые отражают гипнотические, медитативные качества эмбиентной музыки».

## Характеристики и история
Эмбиент-поп в качестве влияния использует мелодии краут-рока. Несмотря на то, что он является продолжением дрим-поп-движения, он отличается принятием «современных электронных идиом, включая семплирование, хотя по большей части живые инструменты продолжают определять звук».
Дэвид Боуи был одним из первых рок- и поп-исполнителей, которые экспериментировали с эмбиент-музыкой, в частности, над своей Берлинской трилогией с пионером эмбиент-музыки Брайаном Ино. Трек «Red Sails» из третьего альбома трилогии Lodger был описан как «отрывок из эмбиент-попа с битами Motorik». Песня английской арт-рок-группы из Японии «Taking Islands in Africa» из фильма Gentlemen Take Polaroids (1980) рассматривается критиком AllMusic Стюартом Мэйсоном как прогноз «эмбиент-поп-направления Японии (и его лидера Дэвида Сильвиана) на всю оставшуюся жизнь.» В треке с участием лидера Yellow Magic Orchestra Рюичи Сакамото использовался «совсем не рок-африканский говорящий ритм барабана, замедленный ниже биения сердца и наложенный минимальным басом и слоями атмосферных клавишных».
Альбом Pygmalion, выпущенный в 1995 году дрим-поп-группой Slowdive, в значительной степени имел элементы эмбиентной электроники, оказав влияние на многие группы этого жанра. Pitchfork критиковал Ницух Абебе, охарактеризовавшего треки альбома как «дрим-поп-эмбиентные, которые имеют больше общего с пост-роком вроде Disco Inferno, чем шугейзерами вроде Ride».

## Список эмбинт-поп исполнителей
- Air[8]
- Apparat[9]
- Broadcast[10]
- Cale Parks[11]
- Cigarettes After Sex[12]
- Croatian Amor[13]
- East River Pipe[14]
- Electric Company[15]
- Enigma[16]
- Lawrence English[17]
- Grouper[17][18]
- Mirrorring[19]
- Mono[20]
- Shlohmo[21]
- Sigur Rós[22]
- David Sylvian[4]
- Sweet Trip[23]
- Vondelpark[24]
- Quinn[25]
- Talk Talk[26]